# Главное управление Генерального штаба (Российская империя)
Главное управление Генерального штаба (ГУГШ) — высший орган (главное управление, самостоятельное ведомство) оперативно-стратегического управления Русских гвардии и армии.
Главное управление генерального штаба, в 1905 году было выделено из состава главного штаба в качестве самостоятельного учреждения, независимого от военного министра, но в 1908 году вновь вошло в состав военного министерства, в виде одной из его структур.

## История
Законодательные работы по разделению Главного штаба на две части: Главное управление генерального штаба и Инспекторское управление, были начаты в 1880-х годах, в 1882 году ответственным редактором по ним был назначен правитель канцелярии военно-топографического отдела Главного штаба Виктор Францович де Ливрон.
Главное управление Генерального штаба было сформировано, 20 июня 1905 года, на основании Высочайше утверждённого «Положения о начальнике генерального штаба», для разработки вопросов, касающихся подготовки к войне и для заведования военными сообщениями, и ведало разработкой мероприятий по подготовке к войне и строительству армии, оперативно-стратегическим и мобилизационным планированием, военной разведкой и контрразведкой, перевозками войск и военных грузов, военно-научными и военно-топографическими работами, распространением военных знаний в войсках, а также личным составом и службой генерального штаба.
На начало XX столетия в России Управление генерал-квартирмейстера входило в состав Главного управления Генерального штаба и ведало военно-статистической частью и службою по Генеральному штабу.
Для инспектирования и общего руководства специальной подготовкой железно-дорожных войск, Приказом по Военному ведомству № 20, от 1912 года, была введена должность инспектора железно-дорожных войск, совмещённая в одном лице с должностью начальника военных сообщений Главного управления генерального штаба.
Из руководящего состава ГУГШ в 1914 году была сформирована Ставка Верховного главнокомандующего. Две трети штаба Ставки составляли офицеры отдела генерал-квартирмейстера ГУГШ. Начальник отдела генерал-майор Ю. Н. Данилов стал генерал-квартирмейстером при Верховном главнокомандующем.
В 1917 году отдел генерал-квартирмейстера разделили. На отдел 2-го генерал-квартирмейстера возлагались вопросы военной разведки и контрразведки. В ведении отдела 1-го генерал-квартирмейстера остались только вопросы оперативного характера. 
8 мая 1918 года Главное управление Генерального штаба вошло в состав Всероглавштаба РККА и было переименовано в Оперативное управление.

## Состав
Состав Главного управления генерального штаба на:

### 20 июня 1905 года
- управление генерал-квартирмейстера генерального штаба[10]:
  - военно-статистический отдел;
  - отделение по службе генерального штаба[7];
- управление военных сообщений[10];
- военно-топографическое управление[10];
- управление начальника железнодорожных и технических войск[4].

### 1908 год
- отдел генерал-квартирмейстера генерального штаба;
- отдел по устройству и службе войск;
- мобилизационный отдел;
- отдел военных сообщений;
- военно-топографический отдел[11].

При Главном управлении ГШ, кроме того, состояла крепостная комиссия и комитет генерального штаба. Также, начальнику генерального штаба подчинялись Николаевская академия генерального штаба, офицеры генерального штаба, занимающие штатные должности по генеральному штабу, офицеры корпуса военных топографов и железнодорожные и технические войска.

## Начальники
Во главе ГУГШ стоял начальник генерального штаба (НГШ), назначаемый и увольняемый по непосредственному Высочайшему усмотрению. НГУГШ являлся ближайшим исполнителем Высочайших указаний по службе генерального штаба и пользовался правом всеподданнейших докладов, причем доклады по вопросам, относящимся к готовности войск и подготовке к войне, представлялись не иначе, как с заключением военного министра. В отношении подчинённых ему управлений и лиц он пользовался правами начальника главного управления военного министерства, а при сношениях с другими учреждениями — правами министра Российской империи.
НГШ (НГУГШ) являлся непременным членом Совета государственной обороны и принимал участие, с правом голоса, в рассмотрении в высших государственных установлениях дел, соприкосновенных с его кругом деятельности.
В случае болезни или отсутствия НГШ, его замещал генерал-квартирмейстер генерального штаба. Ниже представлены начальники Главного управления Генерального штаба (года) — Начальники генерального штаба России:
- Палицын Ф. Ф.[4] (июнь 1905 — ноябрь 1908);
- Сухомлинов В. А. (декабрь 1908 — 13 марта 1909);
- Мышлаевский А. З. (14 марта 1909[12] — сентябрь 1909);
- Гернгросс Е. А. (сентябрь 1909 — 21 февраля 1911);
- Жилинский Я. Г. (22 февраля 1911[13] — март 1914);
- Янушкевич Н. Н. (март — июль 1914);
- Беляев М. А. (август 1914 — август 1916);
- Аверьянов П. И. (август 1916 — май 1917, до апреля 1917 — и.д.);
- Романовский Г. Д. (и.д. май — сентябрь 1917);
- Марушевский В. В. (и.д. сентябрь — ноябрь 1917);
- Потапов Н. М. (и.о. ноябрь 1917 — май 1918).